# Ulriksdals slotts smedja

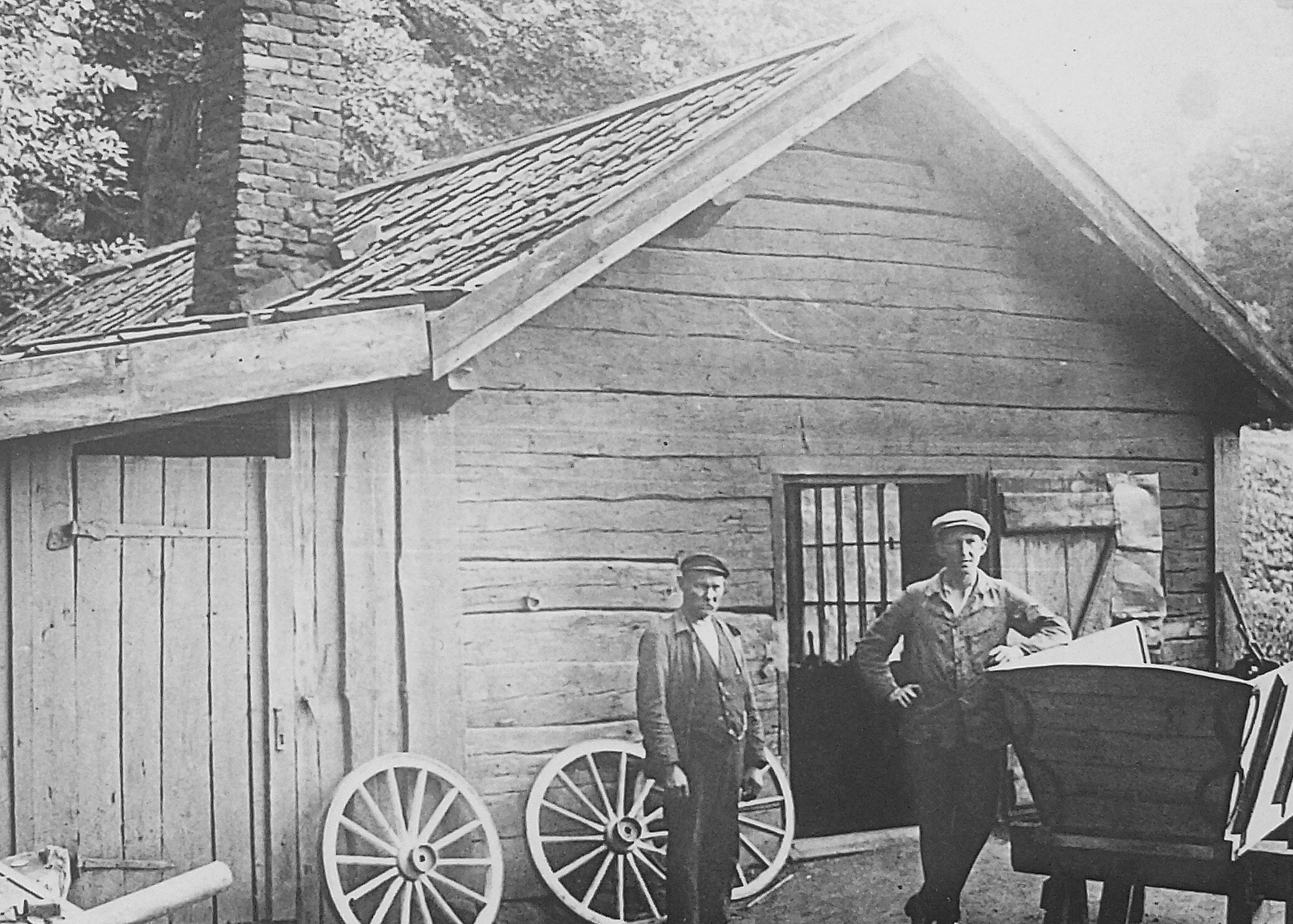
Smedjan 1920 med smeden Carl Albert Bjurberg och sonen Hjalmar.

Ulriksdals slotts smedja är en gammal smedja belägen i Ulriksdals slottsparkens södra del i Solna kommun. Smedjan ligger på slottsfastigheten Ulriksdal 2:3 som är ett statligt byggnadsminne sedan år 1935.

## Historik
Smedjan placerades något avskild från övriga byggnader i slottsparken eftersom verksamheten var eldfarlig. Byggnaden är liggtimrad och rödfärgad och flyttades till sin nuvarande plats omkring år 1860. Troligen stod den tidigare vid Slottsfogdebostaden ovanför Ulriksdals slottskapell. Smedjan användes för enklare smidesarbeten såsom reparation av redskap till slottets park och trädgård. Vid smedjan arbetade tre generationer smeder med namn Bjurberg. Den andre i ordningen hette Carl Albert Bjurberg (1898–1941). Han jobbade och bodde i den lilla stugan med hustru och sex barn.

## Nutida bilder

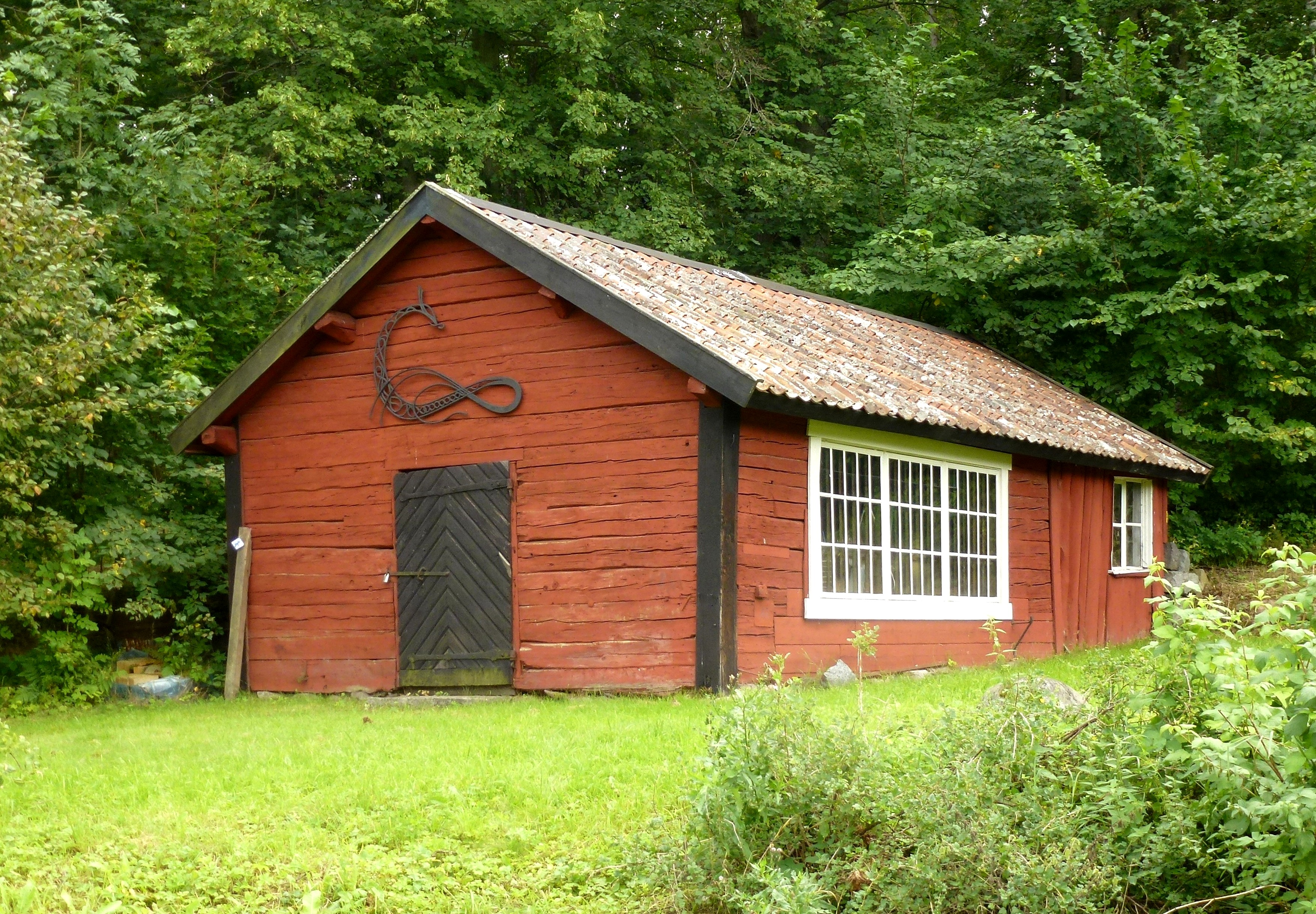
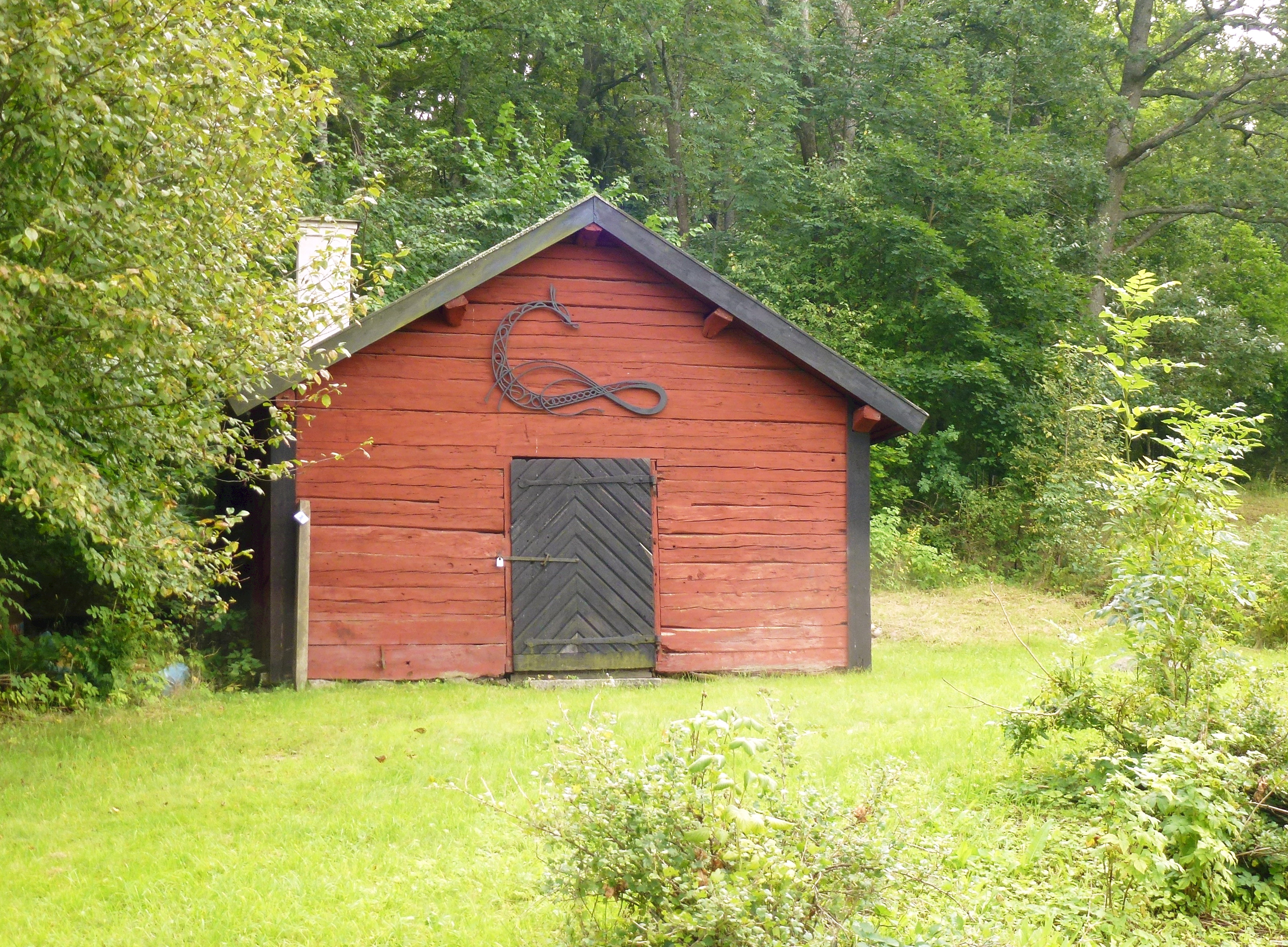
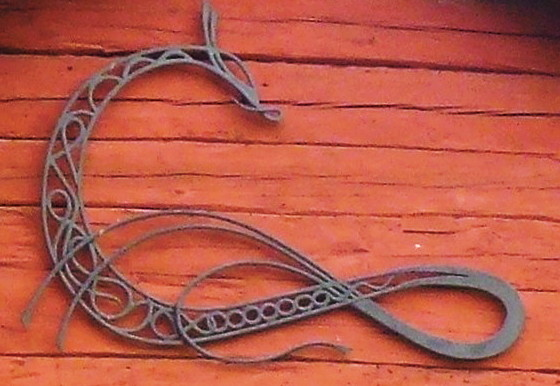
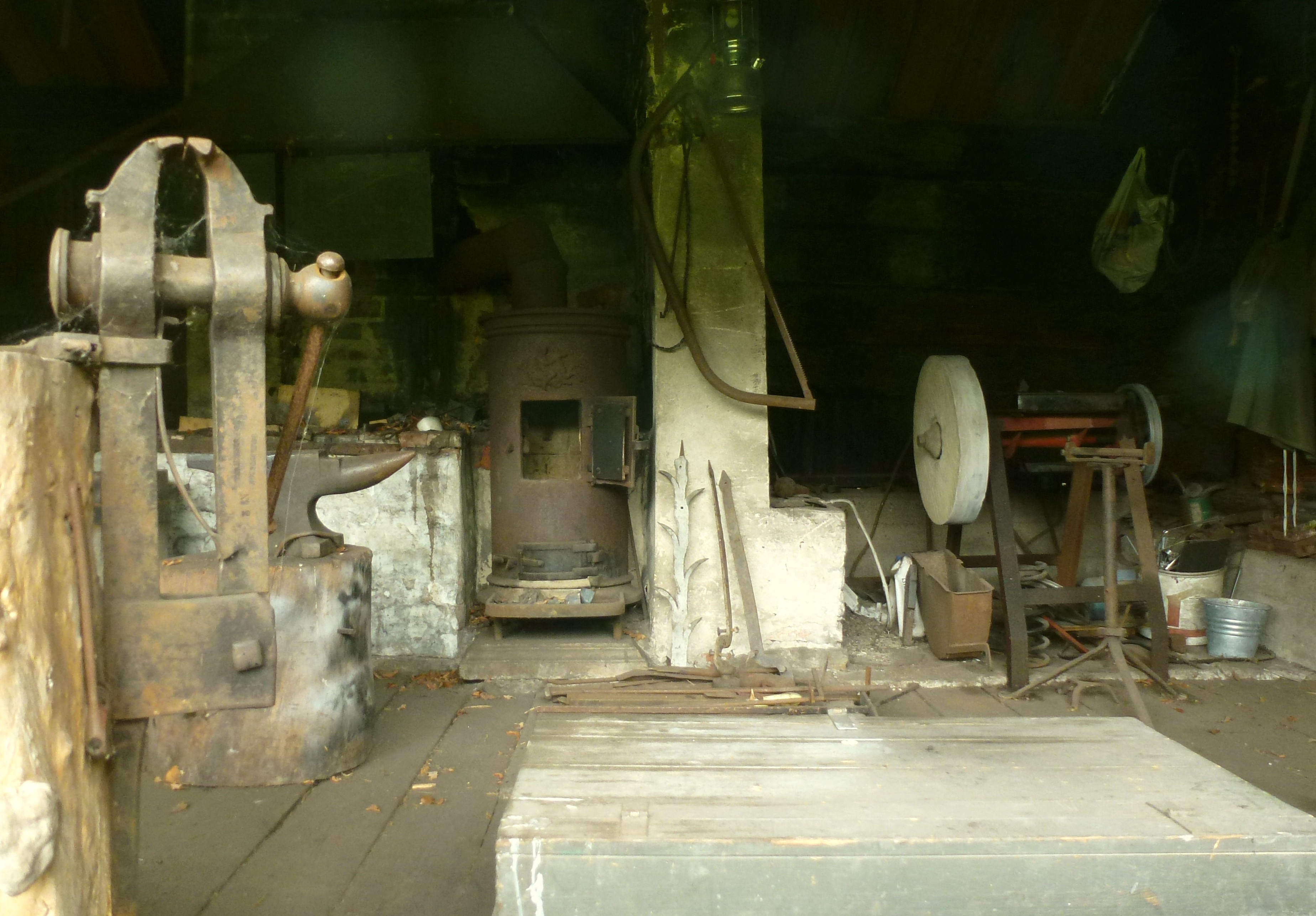